# Cesenatico

Vista del porto canale

Cesenatico (Ziznàtic in romagnolo) è un comune italiano di 26 014 abitanti della provincia di Forlì-Cesena in Emilia-Romagna. Nota stazione balneare e meta turistica, è situata al centro della Riviera romagnola, fra Rimini e Ravenna.

## Geografia fisica
Cesenatico sorge lungo la costa romagnola del mar Adriatico, 16 km a nord-est di Cesena, 32 km a sud-est di Ravenna e 23 km a nord-ovest di Rimini.

## Storia

### Antichità
Il territorio attorno a Cesenatico, circa 10.000 anni fa, probabilmente si presentava come un'estesa laguna dove zone salmastre si alternavano a zone paludose di acqua dolce.
Tracce consistenti di un primo popolamento riguardano il periodo che parte dal V secolo a.C.: laterizi, tombe e suppellettili confermano la presenza umana nell'attuale località Borella. Le città marittime di Adria, Ancona, Spina e Ravenna vedevano la presenza di: mercanti della Magna Grecia (che smerciavano ceramiche); Umbri (insediati localmente a Sarsina), che scendevano fino a valle per commerciare i propri prodotti; Etruschi, fondatori dell'emporio di Spina e delle città di Verucchio e Rimini; Celti, abili nella coltivazione e alla ricerca di nuove terre.
A partire dal III secolo a.C. (battaglia di Sentino) aumentò l'influenza di Roma sui territori cispadani. I romani di fatto rifondarono Rimini e ne fecero una testa di ponte per le loro future campagne di conquista del nord. Sorsero allora, lungo un percorso che può identificarsi con la futura Via Popilia, diverse ville rustiche, insediamenti produttivi a carattere artigianale-agreste, che comprendevano una parte abitativa (la residenza del proprietario) e una parte produttiva (opifici per la trasformazione e lavorazione di grano, latte, formaggi, pelle…).
I romani si insediarono stabilmente nella zona alla fine del secolo dopo aver sconfitto definitivamente le popolazioni celtiche ed etrusche. L'area fu quindi sottoposta a un piano di centuriazione. Vennero spianate colline, bonificate vaste aree, abbattuti boschi e costruite strade. La zona tra Cesenatico e Cesena assunse l'aspetto, che conserva tuttora, di territorio coltivabile.
Il tratto costiero tra Ravenna e Rimini, di tipo lagunare, fu sottoposto a lavori di bonifica, terminati i quali nel 132 a.C. le due città furono collegate dalla Via Popilia. A questo periodo (II-I secolo a.C.) risalgono le prime testimonianze romane rinvenute nella zona su cui sorse poi Cesenatico. Scavi condotti tra gli anni '60 e '70 del XX secolo e successivamente hanno permesso di individuare siti databili al periodo tra il II secolo a.C. sino al IV secolo d.C., in particolare ville rustiche. Tra questi, particolarmente interessante è il sito di Ca' Bufalini dove, ai margini di una larga strada, sono state rinvenute tracce di vari edifici. Viene considerata l'ipotesi - ancora tutta da verificare su base archeologica - che l'insediamento possa essere identificato con l'abitato Ad Novas che figura nella Tabula Peutingeriana. Ad Novas sembra essere una statio, ovvero un luogo di sosta e cambio dei cavalli. Il sito è menzionato anche da alcune fonti dell'VIII secolo come luogo "ove sorgeva una città ora distrutta". Nei secoli successivi il territorio fu attraversato dalle guerre tra romani e popoli barbari.

### Medioevo
Nell'Alto Medioevo la popolazione del territorio ove sorse Cesenatico, così come quella di tutto il resto della penisola, tornò a praticare un'agricoltura di sussistenza. Il Vescovo di Ravenna, Martino, poteva scrivere nell'818 circa che sostò "ove un tempo v'era una città ora distrutta: Ad Novas".
La costa adriatica fu risparmiata dall'invasione longobarda: le terre attorno alla futura Cesenatico rimasero amministrate dall'Esarcato bizantino. Ravenna fu capitale dell'esarcato: anche dopo la fine del dominio bizantino (751) continuò ad esercitare la propria influenza sul territorio circostante.
Con l'Età comunale Cesena, in fase di espansione territoriale, cercava di dotarsi di un porto e puntò a impossessarsi di Cervia. Ma Ravenna si oppose: la città del sale era di fatto un suo dominio. I cesenati rivolsero allora le loro attenzioni più a sud, in una zona al confine coi possedimenti di Rimini. Nel 1302 i cesenati cominciarono i lavori di costruzione di una fortezza in riva al mare. I riminesi cercarono allora di impedirglielo: Federico da Montefeltro attaccò la stessa Cesena, saccheggiando le aree agresti compreso il costruendo porto. Nel 1314 vennero ripresi i lavori costruzione dello scalo portuale e, sotto il governo di Ostasio I e Guido Novello da Polenta, vennero terminati il 10 agosto dello stesso anno: nacque così il Porto Cesenatico.
Come la nascita fu sofferta, anche lo sviluppo fu travagliato. Le lotte intestine fra le famiglie nobili insofferenti al papato e la Chiesa, che fece di tutto per mantenere il potere, portarono in Romagna rappresaglie e soldati che si accanirono contro il porto di Cesena per "punire" la città ribelle. Il porto e la fortezza vennero distrutti per la prima volta nel 1328; la fortezza fu riedificata nello stesso anno ma il porto venne riaperto solo sei anni più tardi, quando a Cesena regnò Francesco II Ordelaffi.
Nel 1356 il Papa inviò nell'Italia settentrionale il Cardinale Albornoz con il compito primario di ricondurre (non solo formalmente) le terre di Romagna sotto il diretto domino della Chiesa: Albornoz assieme a Gianciotto Malatesta conquistò il porto di Cesena distruggendone nuovamente le palizzate e rendendolo inutilizzabile; solo nel 1382 il porto riacquistò la sua funzione primaria ma nel 1415 capitolò nuovamente sotto i colpi inferti da Braccio da Montone. Per capire quanto fu strategico il porto di Cesenatico si deve tener presente che la vicina città di Cervia fece grosse pressioni sui Veneziani per ottenere l'esclusiva del commercio del sale, preoccupata proprio dalla ingombrante presenza della città rivale. Inoltre si ha notizia anche della presenza di magazzini adibiti allo stoccaggio della merce di proprietà di commercianti toscani, segno che il porto era conosciuto anche a notevoli distanze.
Il porto conobbe un periodo di relativa prosperità durante il regno dei Malatesta, ma i problemi non tardarono ad arrivare: oltre alla distruzione nel 1415, gli abitanti dovettero fronteggiare il progressivo insabbiamento che, col tempo, impedì alle navi di entrare in porto. A quest'ultimo problema venne posta risoluzione con la costruzione di due moli, che limitarono l'insabbiamento del canale di entrata in porto.

### L'età moderna

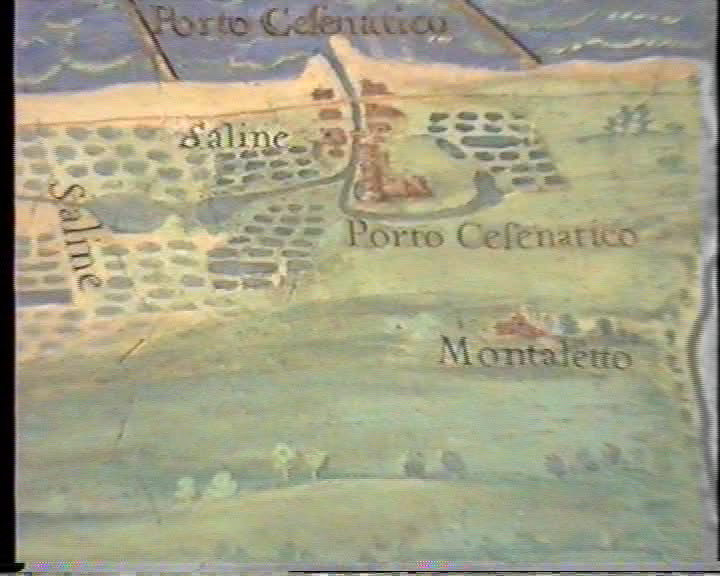
Porto Cesenatico nella mappa d'Italia affrescata nei Musei Vaticani.

Durante il breve dominio di Cesare Borgia sulla Romagna si registrò la presenza a Cesenatico di Leonardo da Vinci. Dopo aver lavorato al miglioramento delle infrastrutture militari a Rimini, Imola, Faenza e Cesena, il genio toscano effettuò un sopralluogo nel porto di Cesenatico, del quale tracciò uno schizzo tuttora conservato e - si può supporre - diede consigli su possibili miglioramenti. Da diversi anni era desiderio dei cesenati collegare la propria città col mare attraverso un canale navigabile, ma l'opera era impossibile dati i 44 metri di dislivello. Nel 1503 Cesenatico fu definitivamente annessa allo Stato della Chiesa.
Negli anni successivi la cittadina subì diversi attacchi di pirati. I primi furono predoni di origine veneta che, avendo fallito l'assedio a Rimini in quanto ben munita di cannoni e munizioni, trovarono facile vittoria a Cesenatico e la cittadina fu depredata. Poi fu la volta degli Uscocchi, popoli di origine slava che razziavano le coste romagnole e marchigiane, e infine i musulmani, che facevano incetta di schiavi cristiani da deportare in Nord Africa. Per questi avvenimenti alla fine del Cinquecento vennero costruite nelle coste romagnole numerose torri d'avvistamento.
Fino alla seconda metà del Settecento a Cesenatico era attiva una salina ma data la vicinanza di Cervia con una economia basata sul sale, Cesenatico abbandonò questa attività e il porto assunse la funzione mercantile e peschereccia che lo contraddistingue ancora oggi. La nuova ventata di ricchezza spinse la popolazione cesenaticense a rivendicare piena autonomia dalla città di Cesena. Queste prime avvisaglie furono bloccate dalla Chiesa che cercava di mantenere l'ordine prestabilito anche in un'ottica di risparmio. Nel 1798 Cesenatico si separò da Cesena divenendo comune autonomo; con l'arrivo degli austriaci l'anno successivo venne ripristinato l'antico ordine, ma già nel luglio del 1800 i francesi ritornarono e la cittadina costiera divenne nuovamente autonoma.
Il 23 aprile 1815, durante la guerra austro-napoletana, nel comune avvenne l'omonima battaglia tra l'Esercito del Regno di Napoli di Gioacchino Murat e le truppe austriache del generale Adam Albert von Neipperg. Gli austriaci inflissero una sconfitta ai napoletani, che furono costretti a ritirarsi.
Il 21 dicembre 1827 papa Leone XII concesse a Cesenatico la definitiva autonomia da Cesena. Successivamente nacquero con i cesenati dispute sui confini che si conclusero il 3 giugno 1842. 
Tra gli anni venti e trenta del XIX secolo s'insediarono numerose famiglie di pescatori chioggiotti, qui invitate dalle autorità e dai ceti mercantili locali che volevano trasformare la cittadina in uno dei principali porti pescherecci dell'alto Adriatico. Nella notte tra l'1 ed il 2 agosto 1849 Giuseppe Garibaldi, in ritirata dopo la caduta della Repubblica Romana, entrò in paese con la moglie Anita ed alcuni seguaci con l'intento di requisire alcuni bragozzi e raggiungere Venezia, dove Daniele Manin ancora resisteva agli austriaci. Dopo aver preso il possesso di Cesenatico, i garibaldini lasciarono la cittadina a bordo di alcune imbarcazioni. La flottiglia fu tuttavia intercettata lungo le coste meridionali del Delta del Po da una squadra della marina imperiale austriaca; Garibaldi così si vide costretto a sbarcare al Porto di Magnavacca per sfuggire alla cattura.
Col plebiscito del marzo del 1860 Cesenatico venne annessa al Regno di Sardegna, che l'anno seguente divenne il Regno d'Italia.

### Dal 1860 a oggi
All'indomani dell'Unità d'Italia la situazione socio-economica della città era caratterizzata ancora da elevata povertà e insalubrità endemica, con un tasso di mortalità infantile, tra il 1893 ed il 1905, vicino al 50%. Nel 1875 l'abitato fu colpito da due violente scosse di terremoto che causarono numerosi danni ed il parziale crollo della cinquecentesca torre dell'orologio, poi definitivamente demolita perché pericolante. Nonostante l'esiguità di risorse economiche, nelle decadi successive all'unità vennero realizzate numerose opere pubbliche come il teatro comunale (1865), il rifacimento di piazza Garibaldi, la pescheria, la nuova torre dell'orologio e la bonifica dei terreni paludosi che circondavano il paese. Nel luglio 1886 l'abitato fu finalmente raggiunto dalla ferrovia Ferrara-Rimini.
L'arrivo del treno favorì lo sviluppo del turismo balneare, che anche a Cesenatico, da qualche anno, aveva mosso i primi passi. Nel 1865 erano stati costruiti i primi capanni sull'arenile, ma fu soltanto nel 1878 che venne inaugurato il primo stabilimento balneare completo di ristorante, bar e camerini (per il cambio d'abito). Per facilitare l'accesso alla spiaggia ai turisti fu costruita nel 1889 una prima strada che costeggiava la banchina del porto. Nel 1894 fu aperto il viale Anita Garibaldi; tre anni dopo fu istituito il primo servizio di salvataggio e nel 1903 l'area alla destra del porto canale fu divisa in lotti per la costruzione di villini.
Durante la seconda guerra mondiale l'abitato fu sottoposto a bombardamenti che causarono la distruzione del palazzo comunale, della torre dell'acquedotto, del faro e dei ponti sul porto canale e sulla vena Mazzarini, la parziale distruzione del molo, del mercato del pesce e delle scuole nelle frazioni di Villalta, Sala, Cannucceto, Villamarina e Bagnarola. Inoltre, per rendere inservibile il porto, tutti i pescherecci e le imbarcazioni furono minati ed affondati dai tedeschi che, negli ultimi giorni di occupazione, fecero saltare anche la torre dell'antica rocca malatestiana, ultimo resto della fondazione della città. Il 20 ottobre 1944 la città fu liberata dalla 2ª divisione di fanteria neozelandese.
Con la fine della guerra e la Liberazione dal nazifascismo vennero avviati i lavori di ricostruzione. Nel 1945 fu fondata la cooperativa dei pescatori e si diede un nuovo impulso al turismo. Nel 1946 avvenne un doloroso fatto di cronaca. Il 21 luglio la barca Consolata, carica di gitanti provenienti dalla frazione forlivese di Bussecchio, affondò al largo di Cesenatico a causa di una tromba d'aria. Nel naufragio morirono diciassette persone, molte delle quali bambini.
Nel secondo dopoguerra venne rilanciato il settore del turismo. Molte ville furono così convertite in alberghi, mentre vennero realizzate nuove colonie (una delle prime fu la Colonia 12 Stelle, rivolta ai bambini provenienti dalla provincia di Bolzano, senza distinzioni di lingua). Nella prima metà degli anni sessanta, grazie al benessere derivato dal boom economico, Cesenatico si trasformò definitivamente in un affermato centro turistico internazionale. In quel periodo vennero costruiti centinaia di alberghi e migliaia di seconde case; interi tratti di costa fino ad allora pressoché deserti furono urbanizzati. Nello stesso periodo sorsero nuovi centri abitati: le frazioni di Valverde, Villamarina e Zadina. Simbolo della radicale trasformazione che cambiò per sempre il volto di Cesenatico fu la costruzione del grattacielo.
Oggi Cesenatico è dotata di circa 22 000 posti letto, con 3 milioni di presenze a stagione. Nel 1966 venne fondata la biblioteca comunale; nello stesso anno la città rivierasca fu fra le prime in Europa ad avviare progetti di gemellaggio con altri centri. Nel 1977 si diede l'avvio a un progetto di recupero storico-archeologico.
Nei primi anni Duemila il centro storico di Cesenatico è stato completamente pedonalizzato e riqualificato.

### Simboli
Stemma
Gonfalone
Il gonfalone è un drappo partito di rosso e di azzurro.

## Monumenti e luoghi d'interesse

### Architetture civili

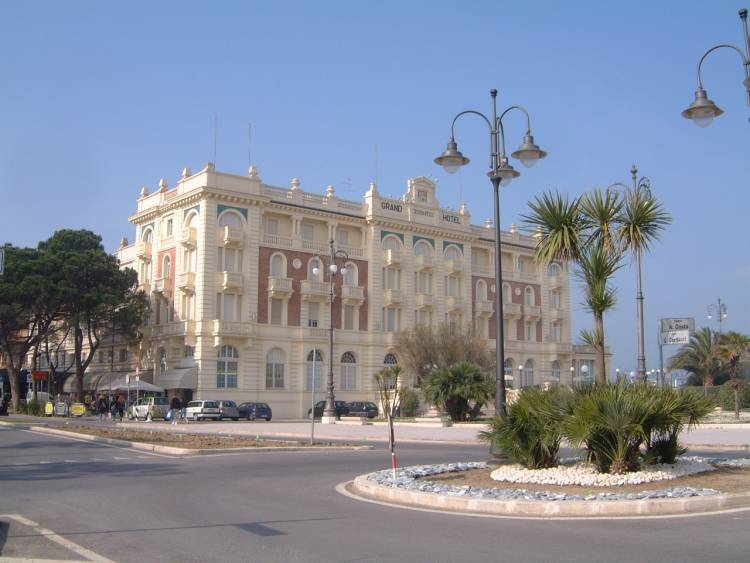
Il Grand Hotel (1929)

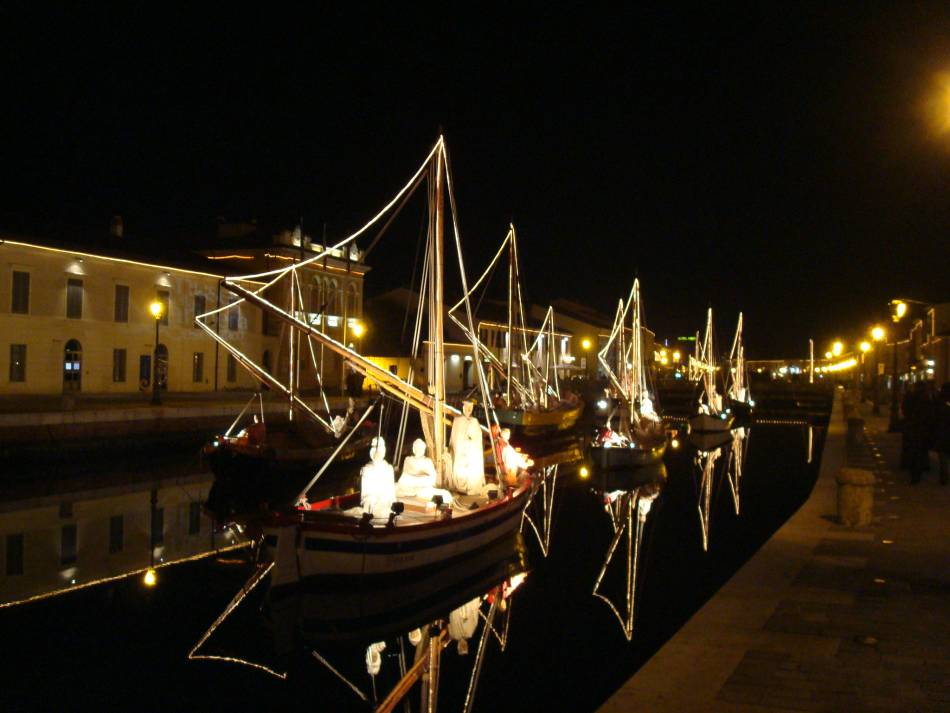
Il presepe sulle barche del Museo della Marineria nel Porto canale

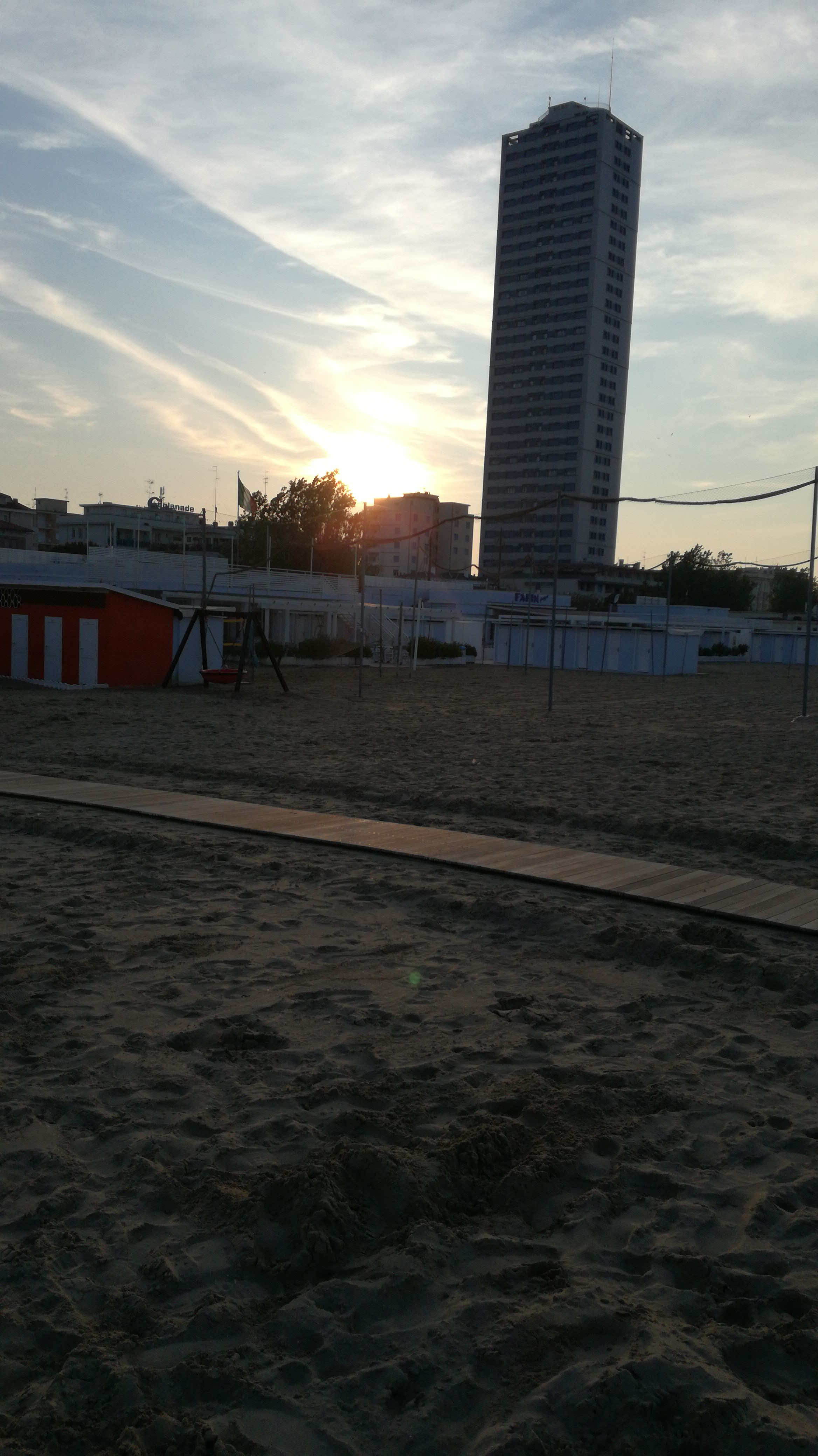
Il Grattacielo

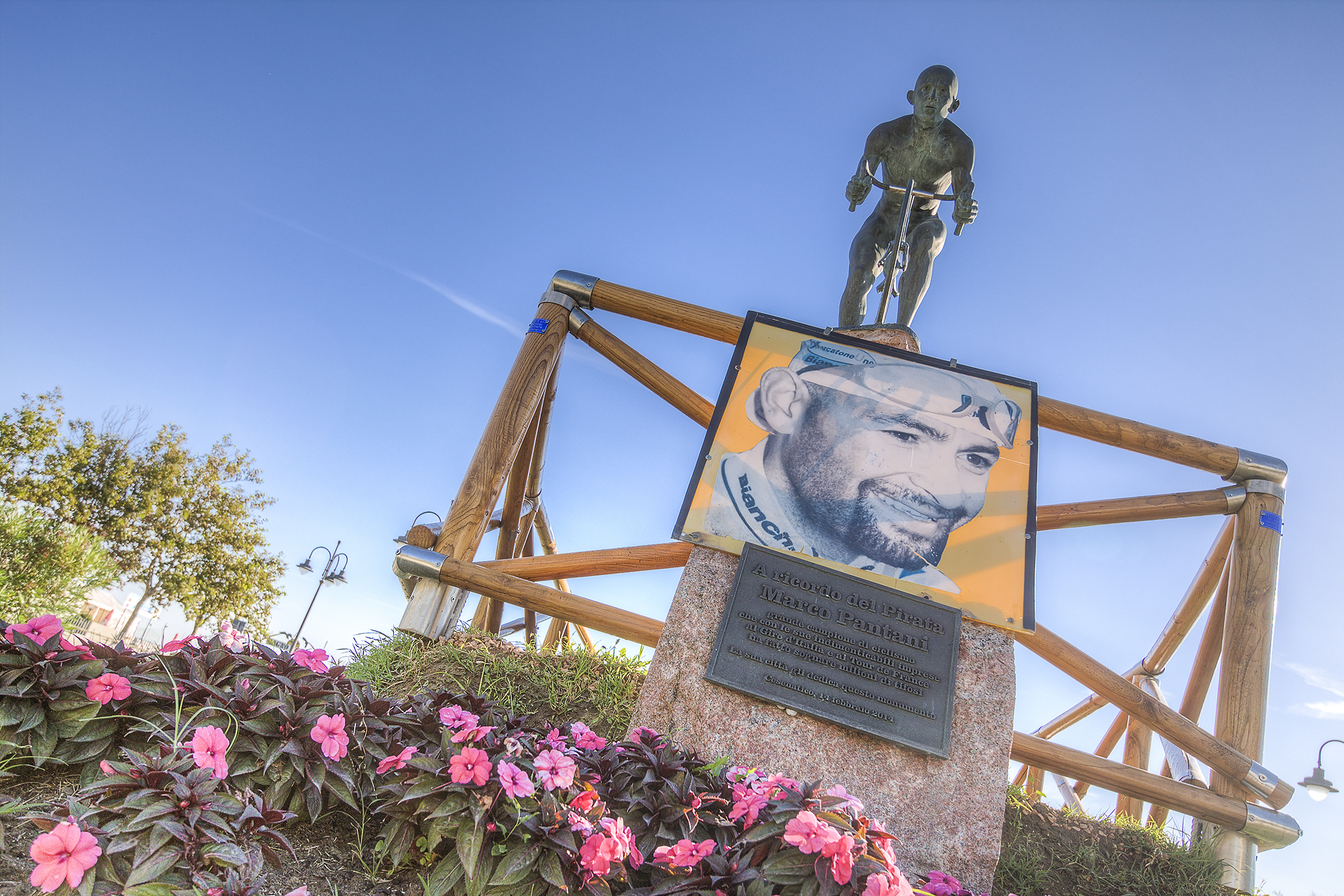
Il monumento a Marco Pantani

Cesenatico è dotata di un porto canale, che si sviluppa anche con alcune ramificazioni (chiamate localmente vene). Fu realizzato nel XIV secolo, poco dopo la fondazione della città, e fu ampliato e migliorato più volte.
In piazza Ciceruacchio un profilo di piastrelle di diverso colore evidenzia la pianta di una torre di avvistamento, nota come Torre Pretoria, distrutta durante le guerre napoleoniche.
Lungo il corso Garibaldi sorge ancora la casa che diede un pernottamento a Giuseppe e Anita Garibaldi in fuga da Roma alla volta di Venezia all'inizio di agosto del 1849.
Per lunghi secoli, il pescato fu conservato nelle ghiacciaie o "conserve", le antenate del frigorifero. A Cesenatico si possono tuttora osservare le ultime tre conserve ancora esistenti di tutto il Nord Italia. Erano costituite essenzialmente da una struttura in muratura, un capannone, sotto la quale si trova la cella del ghiaccio, cioè una stanza in gran parte interrata a forma di imbuto. Riempite di ghiaccio, le conserve permettevano di mantenere al loro interno una temperatura di -5° anche in estate. Furono costruite intorno al 1820 e restarono attive fino alle soglie del XX secolo.
A ridosso del porto, nell'area di una piccola rocca d'avvistamento, sorge un percorso archeologico che testimonia l'impiego di materiale da riporto dagli insediamenti agresti dell'entroterra nell'edificazione della rocca stessa.
Se il porto-canale rappresenta la città storica, il Grattacielo, edificato negli anni Cinquanta sul lungomare, nella zona nuova della città di fronte al preesistente Grand Hotel, è senza dubbio il simbolo della Cesenatico moderna e turistica.
La parte nuova della città, che si sviluppa intorno al viale Carducci, asse parallelo al lungo mare, è stata dedicata pressoché interamente al turismo. Sul lungo mare si possono ancora ammirare dei villini storici costruiti nei primi anni del Novecento (primo di questi Villino Beatrice  situato a levante del porto), e la ex Colonia veronese.
Sempre a Cesenatico sorge la Colonia Agip, un edificio eretto nel 1937 su progetto dell'architetto Giuseppe Vaccaro; l'edificio è stato preso in considerazione nel progetto europeo ATRIUM.

### Architetture religiose

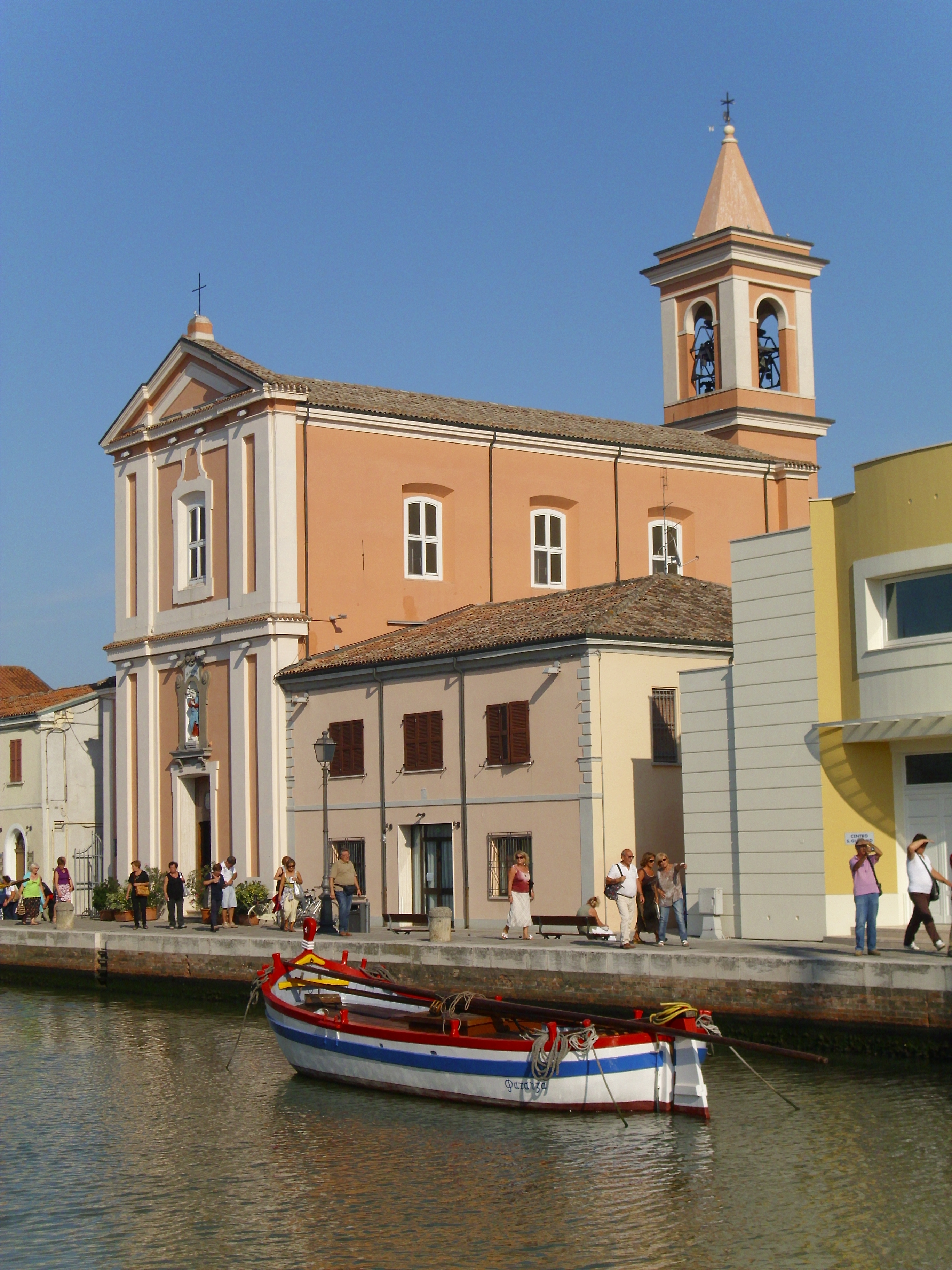
Chiesa di San Giacomo Apostolo

- Chiesa parrocchiale di San Giacomo Apostolo. Risalente al 1324, la struttura attuale fu definita nel 1763, su progetto di Pietro Bastoni.[18] All'interno si conservano alcune opere interessanti, tra gli altri di Guido Cagnacci.
- Chiesa di San Giuseppe.
- Chiesa di San Pietro pescatore.
- Chiesa dei frati cappuccini, o chiesa dei Santi Nicola di Mira e Francesco d'Assisi. Risale al 1611, mentre il convento è di tre anni successivo. All'interno, si segnala un San Michele del pittore di scuola forlivese Gian Francesco Modigliani.

## Società

### Evoluzione demografica
Abitanti censiti

### Etnie e minoranze straniere
Al 31 dicembre 2023 gli stranieri residenti nel comune sono 2 183, ovvero l'8,52% della popolazione.
Di seguito sono riportati i gruppi più consistenti:
1. Albania, 661
2. Romania, 471
3. Marocco, 147
4. Ucraina, 108
5. Cina, 105
6. Bulgaria, 103
7. Tunisia, 67
8. Polonia, 66
9. Bangladesh, 44
10. Moldavia, 38
11. Senegal, 34

Lingue e dialetti
Accanto alla lingua italiana, è diffusa anche la locale variante della lingua romagnola. Il dialetto cesenaticense, pur con particolarità proprie, costituisce una variante rustica del cesenate, a testimonianza del forte legame storico col capoluogo.

### Tradizioni e folclore
Dal 1986 sulle barche del Museo della marineria viene allestito nel periodo natalizio il Presepe della Marineria, opera degli artisti Tinin Mantegazza, Maurizio Bertoni e Mino Savadori, da un'originale idea di Guerrino Gardini. La prima statua scolpita è stata quella di San Giacomo, patrono di Cesenatico, a cui nel corso degli anni se ne sono aggiunte molte altre. Non si tratta solo di statue tradizionali che si vedono nei presepi, ma di scorci ispirati dalla vita della gente comune di un borgo marinaro: pescatori, falegnami, burattinai.
Ogni anno il presepe si arricchisce di una nuova statua e un nuovo personaggio. Dalle sette figure con cui esordirono nel 1986 oggi il patrimonio scultoreo è di una cinquantina di statue. Si va così realizzando il progetto degli artisti Bertoni e Savadori di dotare nel corso degli anni ognuna delle imbarcazioni di un timoniere e di un prodiere. Le figure sono pensate come elementi di una rappresentazione, da vedere dalle sponde del Porto Canale Leonardesco come da una platea; illuminate, perché nel presepe sono le luci che danno vita alle figure e scandiscono il racconto.

## Cultura

### Biblioteche
La biblioteca comunale si trova in piazza Ciceruacchio 21. Fondata nel 1966, dal 1974 ha sede nell'edificio progettato nel 1938 come Casa del Fascio dall'architetto Saul Bravetti (ristrutturato dal 2006 al 2008). È intitolata formalmente a Marino Moretti pur non indicandola nel proprio logotipo al fine di non ingenerare ambiguità con la Casa Museo "Marino Moretti", istituita successivamente all'intitolazione della biblioteca. Le raccolte contano attualmente circa 60 000 libri, dei quali un terzo a scaffale aperto e nelle sezioni speciali tematiche, e il resto nelle collezioni conservate nei due nuovi magazzini. Sono disponibili circa 100 posti per studio e consultazione ed è possibile leggere e studiare all'aperto, nella sala di lettura in terrazza.

### Università
Cesenatico ospita una delle sedi della Scuola di Agraria e Medicina Veterinaria dell'Università di Bologna per il corso di laurea in "Acquacoltura e igiene delle produzioni ittiche".

### Musei
- Museo della Marineria: il più celebre museo della città, unico museo galleggiante esistente in Italia, ha sede nel tratto più antico e caratteristico del porto canale e richiama secoli di storia marinara. Tra le navi ormeggiate la più importante è il "Trabaccolo da trasporto", sul quale è possibile salire. Nel periodo natalizio su queste barche viene allestito un presepe molto suggestivo: il Presepe della Marineria, ideato da Guerrino Gardini, con le figure a grandezza d'uomo.

Dal museo è possibile accedere e visitare anche l'Antiquarium Comunale, allestito all'interno del Palazzo degli Anziani. Al suo interno sono esposti, con il supporto di una ricca documentazione, reperti del passato della città, soprattutto risalenti al periodo romano.
- Casa-museo Marino Moretti: Cesenatico è la terra natale del celebre poeta Marino Moretti, del quale è possibile visitare la  casa museo, situata sul porto canale nella via a lui dedicata. In suo onore è stato istituito il Premio Biennale Marino Moretti per la filologia, la storia e la critica nell'ambito della letteratura italiana dell'Otto e Novecento.[25] Dal 28 febbraio 2023 è inserita nel novero delle «Case e studi delle persone illustri dell'Emilia-Romagna»[26].
- Spazio Pantani: lo Spazio Pantani sorge su un'area di oltre 300 m² e nasce dalla volontà della famiglia, del Comune e della Fondazione Marco Pantani di realizzare una struttura per mantenere viva la memoria del campione romagnolo. Al suo interno è possibile ripercorrere la carriera del "Pirata" attraverso l'esposizione di foto, cimeli ed audiovisivi. Il museo viene gestito direttamente dalla Famiglia Pantani con lo scopo di produrre utili da devolvere per scopi benefici.

### Teatro
Il Teatro comunale è in attività dalla fine del XIX secolo. L'edificio si contraddistingue per l'elegante architettura interna ed esterna.

### Eventi
A Cesenatico si svolgono annualmente:
- Dal 1989, la fase nazionale delle Olimpiadi italiane della matematica, precedentemente assegnata a Viareggio. L'evento ha luogo nel corso del primo o del secondo fine settimana del mese di maggio;
- Dal 2015 Cesenatico ha un suo festival jazz che si svolge in febbraio-marzo al teatro Comunale[27] e ad agosto sul porto canale; nominato JAZZenatico.[28]

## Geografia antropica

### Il capoluogo
Il capoluogo viene diviso nei quattro rioni: Levante, Ponente, Boschetto e Madonnina-Santa Teresa. Anche il centro storico viene talvolta diviso in "Centro Storico Levante" e "Centro Storico Ponente", separati dal Porto Canale.
Boschetto è situato a sud-est, tra Levante e la frazione di Valverde; è spesso considerato come un distretto del rione di Levante, ma oggi costituisce un quartiere autonomo, nonostante vi si trovi il Parco di Levante, il più grande parco pubblico cittadino. Il popoloso quartiere di Madonnina-Santa Teresa è invece ubicato verso l'entroterra, appena oltre la ferrovia.

### Le frazioni
Oltre ai rioni cittadini, il comune di Cesenatico comprende le seguenti frazioni:
- Bagnarola: situata al confine col Comune di Cesena, a sua volta divisa dai residenti in Bagnarola di sopra e Bagnarola di sotto. Nella frazione si trova la chiesa parrocchiale dei Santi Filippo e Giacomo Apostoli. Bagnarola è l'insediamento più antico presente all'interno del comune e deve probabilmente il suo nome al termine "Balneum Aurelianum", ossia "bagno (termale) dell'imperatore Marco Aurelio", indicato su una lapide ritrovata dai monaci benedettini durante la realizzazione nel 1505 del locale mulino.
- Borella: piccolo centro situato sulla SS304 (Via Cesenatico), si tratta della più piccola frazione ed è ubicata a ridosso del capoluogo comunale. Il centro abitato si sviluppa quasi interamente sulla Via Cesenatico e si trova incastrato tra le frazioni Madonnina Santa Teresa e Villalta.
- Cannucceto: antico centro rurale situato pochi km ad ovest del centro cittadino. Negli ultimi anni la frazione ha subito un notevole sviluppo urbanistico che hanno cambiato radicalmente l'immagine del luogo. Nella frazione si trova la chiesa parrocchiale di San Luigi Gonzaga. Una piccola porzione dell'antica frazione di Cannucceto è stata inglobata nella recente frazione Madonnina-Santa Teresa dopo la sua costruzione. Cannucceto confina a nord-ovest con il comune di Cervia, più precisamente con la frazione di Montaletto. Nella frazione è inoltre ubicato il Lago Valloni.
- Madonnina Santa Teresa: frazione[29] a carattere residenziale, ubicata nell'entroterra, oltre la ferrovia e il cavalcavia della Statale 16 Adriatica. La frazione confina con le frazioni di Borella e Cannucceto (della quale dopo la sua costruzione ha anche inglobato una porzione, ovvero il tratto della Via Montaletto che va da Via Cesenatico all'odierna Via Gramsci). Lo status di "frazione" di Madonnina-Santa Teresa è controverso: di fatto i cesenaticensi lo considerano un quartiere cittadino, non una frazione. A rinforzare questa tesi, vi è il fatto che non è presente nessun cartello toponomastico ai confini (se non quello generico della città di Cesenatico).
- Sala: si tratta di un centro abitato di discrete dimensioni, in cui risiedono più di 3.500 abitanti. La frazione si presenta piuttosto "autonoma" rispetto al capoluogo: è dotata di numerose attività commerciali, servizi, impianti sportivi e di un proprio cimitero. Nella frazione si trova la chiesa parrocchiale di Santa Maria del Rosario.
- Valverde: situata sulla costa, a sud rispetto alla città. Sono presenti numerosi alberghi e stabilimenti balneari.
- Villalta: centro abitato che ha il suo sviluppo sulla SS304 (Via Cesenatico), nel quale è possibile trovare varie attività commerciali/artigianali e servizi. Nella frazione si trova la chiesa parrocchiale di Santa Maria Ausiliatrice.
- Villamarina: situata sulla costa a sud di Valverde. Vi sono presenti numerose strutture alberghiere e balneari. Nella frazione si trova la chiesa parrocchiale dell'Annunciazione, situata al confine con Gatteo Mare.
- Zadina: località balneare situata a Nord rispetto alla città. Si tratta di un'area verde, in cui è presente l'unico pezzo di pineta rimanente nel territorio del comune di Cesenatico. Confina a nord col comune di Cervia.

Anche una porzione della località di Capannaguzzo, frazione del Comune di Cesena, è compresa all'interno del territorio comunale di Cesenatico.

## Economia
Cesenatico, nota località balneare, è famosa per le strutture alberghiere che ospitano migliaia di vacanzieri nel periodo estivo. Ha ottenuto la prima Bandiera Blu nel 1988. Da allora il riconoscimento è stato quasi sempre rinnovato, facendo di Cesenatico la località balneare con il maggior numero di Bandiere Blu dell'Emilia-Romagna (nel 2021 è stata ottenuta la 30ª certificazione).
Fino all'inizio del XX secolo, la principale attività economica fu invece la pesca. Il porto di Cesenatico fu il terzo per importanza dopo quelli di Ravenna e Rimini.

## Infrastrutture e trasporti

### Strade
Cesenatico è attraversata dalla strada statale 16 Adriatica, dalla quale è raggiungibile l'autostrada A14, caselli di Valle del Rubicone (9 km), Cesena (15 km) e Rimini Nord (17 km), e collegata dalla strada provinciale 8 a Cesena.

### Ferrovie
La stazione ferroviaria di Cesenatico si trova sulla linea che collega Rimini e Ravenna ed è servita dai treni regionali.

### Mobilità urbana
I trasporti urbani e interurbani del comune vengono svolti con autoservizi di linea gestiti da Start Romagna. Sono attive quattro linee di autobus urbani, potenziate nel periodo estivo.
Sono attivi anche due traghetti che permettono a pedoni e ciclisti di attraversare il Porto Canale.

## Amministrazione

Gonfalone comunale

### Sindaci dal 1944
Il primo Sindaco del dopoguerra fu Antonio Sintoni, nominato dal prefetto su indicazione del CLN e rimasto in carica dal 1944 al 1946.
| Sindaci eletti dal consiglio comunale (1946-1993)    | Sindaci eletti dal consiglio comunale (1946-1993) | Sindaci eletti dal consiglio comunale (1946-1993) | Sindaci eletti dal consiglio comunale (1946-1993) | Sindaci eletti dal consiglio comunale (1946-1993) |
| Sindaco                                              | Sindaco                                           | Partito                                           | Periodo                                           | Elezione                                          |
| ---------------------------------------------------- | ------------------------------------------------- | ------------------------------------------------- | ------------------------------------------------- | ------------------------------------------------- |
|                                                      | Spartaco Ghezzi                                   | Partito Comunista Italiano                        | 1946 - 1950                                       | 1946                                              |
|                                                      | Edgardo Gusella                                   | Partito Comunista Italiano                        | 1950 - 1951                                       | 1946                                              |
|                                                      | Viterbo Benagli                                   | Partito Repubblicano Italiano                     | 1951 - 1956                                       | 1951                                              |
|                                                      | Primo Grassi                                      | Partito Repubblicano Italiano                     | 1956 - 1957                                       | 1956                                              |
|                                                      | Agostino Spadarelli                               | Partito Repubblicano Italiano                     | 1957 - 1961                                       | 1956                                              |
|                                                      | Edgardo Gusella                                   | Partito Comunista Italiano                        | 1961                                              | 1960                                              |
|                                                      | ? (Commiss. prefettizio)                          | —                                                 | 1961 - 1962                                       | —                                                 |
|                                                      | Marcello Bartoli                                  | Partito Repubblicano Italiano                     | 1962 - 1968                                       | 1962                                              |
|                                                      | Alvaro Lumini                                     | Partito Repubblicano Italiano                     | 1968                                              | 1962                                              |
|                                                      | Giorgio Calisesi                                  | Partito Socialista Italiano                       | 1968 - 1971                                       | 1968                                              |
|                                                      | Giancarlo Urbini                                  | Partito Socialista Italiano                       | 1971 - 1977                                       | 1968                                              |
| 1973                                                 | Giancarlo Urbini                                  | Partito Socialista Italiano                       | 1971 - 1977                                       |                                                   |
|                                                      | Giovanni Bissoni                                  | Partito Comunista Italiano                        | 1977 - 1979                                       | 1973                                              |
|                                                      | Giancarlo Urbini                                  | Partito Socialista Italiano                       | 1979 - 1983                                       | 1979                                              |
|                                                      | Giovanni Bissoni                                  | Partito Comunista Italiano                        | 1983 - 1988                                       | 1983                                              |
| 1988                                                 | Giovanni Bissoni                                  | Partito Comunista Italiano                        | 1983 - 1988                                       |                                                   |
|                                                      | Luciano Natali                                    | Partito Comunista Italiano                        | 1988 - 1993                                       | 1988                                              |
| Sindaci eletti direttamente dai cittadini (dal 1993) |                                                   |                                                   |                                                   |                                                   |
|                                                      | Luciano Natali                                    | Centro-sinistra                                   | 1993 - 1997                                       | 1993                                              |
|                                                      | Damiano Zoffoli                                   | Centro-sinistra                                   | 1997 - 2005                                       | 1997                                              |
| 2001                                                 | Damiano Zoffoli                                   | Centro-sinistra                                   | 1997 - 2005                                       |                                                   |
|                                                      | Maurizio Menghi (Vicesindaco reggente)            | Centro-sinistra                                   | 2005 - 2006                                       | 2001                                              |
|                                                      | Nivardo Panzavolta                                | Centro-sinistra                                   | 2006 - 2011                                       | 2006                                              |
|                                                      | Roberto Buda                                      | Centro-destra                                     | 2011 - 2016                                       | 2011                                              |
|                                                      | Raffaele Sirico (Commiss. prefettizio)            | —                                                 | 2016                                              | —                                                 |
|                                                      | Matteo Gozzoli                                    | Centro-sinistra                                   | 2016 - in carica                                  | 2016                                              |
| 2021                                                 | Matteo Gozzoli                                    | Centro-sinistra                                   | 2016 - in carica                                  |                                                   |

### Gemellaggi
- Aubenas
- Kapuvár
- Schwarzenbek
- Sierre
- Zelzate

## Sport

### Ciclismo
Giro d'Italia
Cesenatico è stata sede di tappa della "Corsa Rosa" in sedici occasioni (otto partenze e otto arrivi); la prima volta fu l'arrivo, nel 1935, della tappa Rovigo-Cesenatico vinta da Learco Guerra mentre l'ultima fu nel 2020, in questo caso un circuito, con la tappa Cesenatico-Cesenatico vinta dall'ecuadoriano Jhonatan Narváez.
Le volte in cui è stata sede di arrivo di una tappa del Giro d'Italia sono le seguenti:
- 1935 4ª tappa Rovigo-Cesenatico, vinta da Learco Guerra;
- 1936 13ª tappa Firenze-Cesenatico, vinta da Giuseppe Olmo;
- 1947 13ª tappa Pescara-Cesenatico, vinta da Giovanni Corrieri;
- 1954 10ª tappa Firenze-Cesenatico, vinta da Pietro Giudici;
- 1966 11ª tappa Giulianova-Cesenatico, vinta da Rudi Altig;
- 1999 11ª tappa Sansepolcro-Cesenatico, vinta da Ivan Quaranta;
- 2010 13ª tappa Porto Recanati-Cesenatico, vinta da Manuel Belletti.
- 2020 12ª tappa Cesenatico-Cesenatico, vinta da Jhonatan Narváez.

Tour de France
Anche il Tour de France ha avuto Cesenatico quale sede di tappa: nell'edizione 2024 la corsa francese ebbe la "Grande Partenza" per la prima volta in Italia, e la città fu sede di partenza della 2ª tappa Cesenatico-Bologna, che si concluse con la vittoria del francese Kévin Vauquelin.
Altre corse
Nella seconda metà del mese di maggio, dal 1971, si svolge la Nove Colli, una tra le più conosciute granfondo ciclistiche.
Cesenatico è luogo di partenza e di arrivo del Memorial Marco Pantani, competizione del circuito UCI Europe Tour, nata nel 2004. In onore del grande ciclista scomparso, dal 2011 il giorno di Pasquetta ha luogo la granfondo internazionale Pantanissima.
Cesenatico è anche il luogo di partenza della Chase the Sun, manifestazione ciclistica che si svolge durante il solstizio d'estate e arriva fino a Tirrenia.

### Calcio
Le squadre di calcio della città sono il C.C.S. Granata che milita nel campionato di Promozione e l'A.S.D. Polisportiva Villamarina III, l'A.S.D. Bakia Cesenatico, la Polisportiva Sala che militano nel campionato di Prima Categoria.
L'A. S. Cesenatico Chimicart, fondata nel 1939, nota anche come Real Cesenatico, è stata una società calcistica della città.

### Vela
Dal 1976 nello specchio di mare adiacente a Cesenatico, nel periodo di Pasqua, si svolge la Regata Internazionale Vele di Pasqua riservata alle diverse classi di catamarani. Equipaggi provenienti da tutta Europa si sfidano, a mezzo miglio dalla costa, su due campi di regata, a Levante e a Ponente.

## Galleria d'immagini

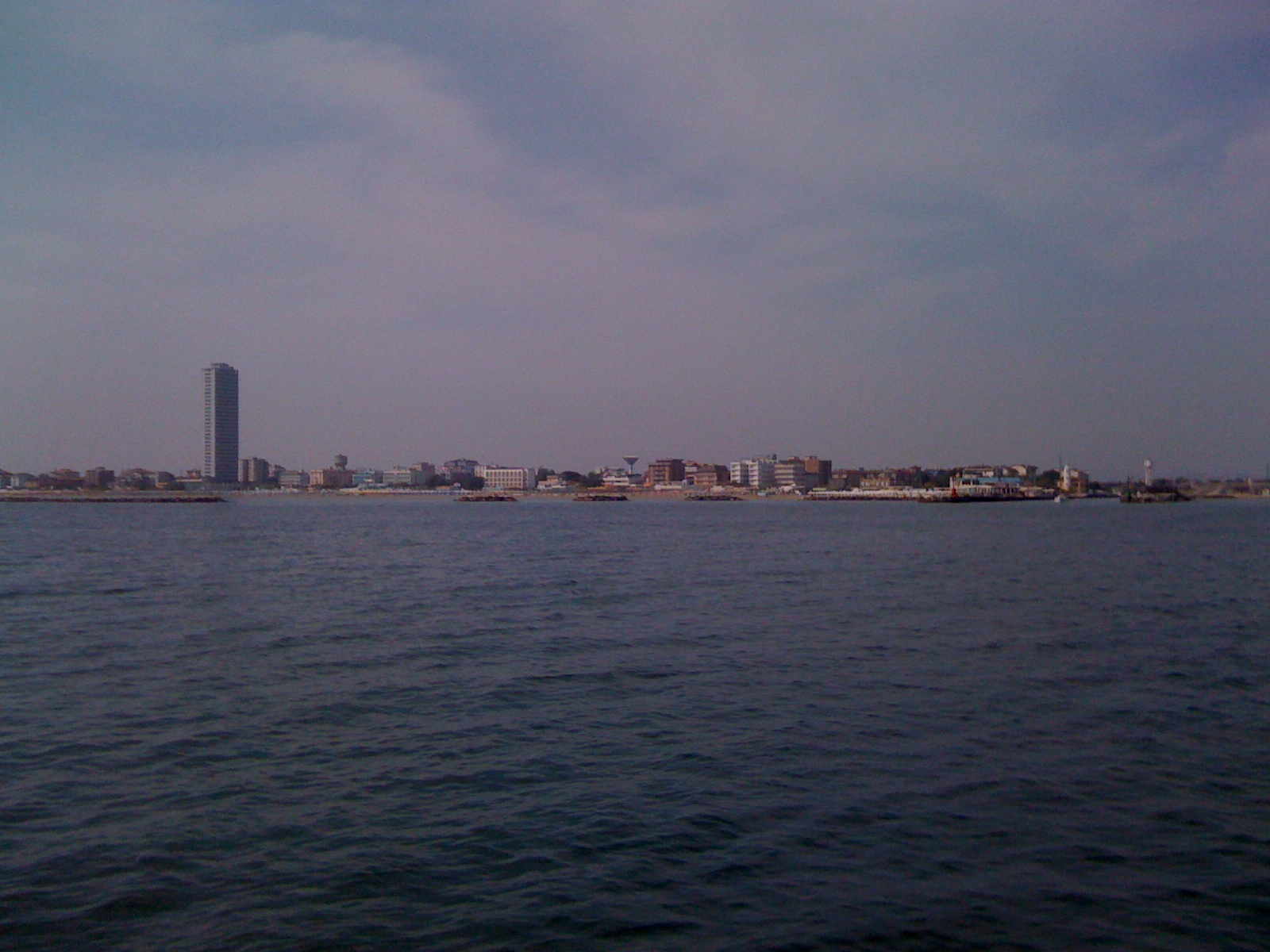
Cesenatico vista dal mare
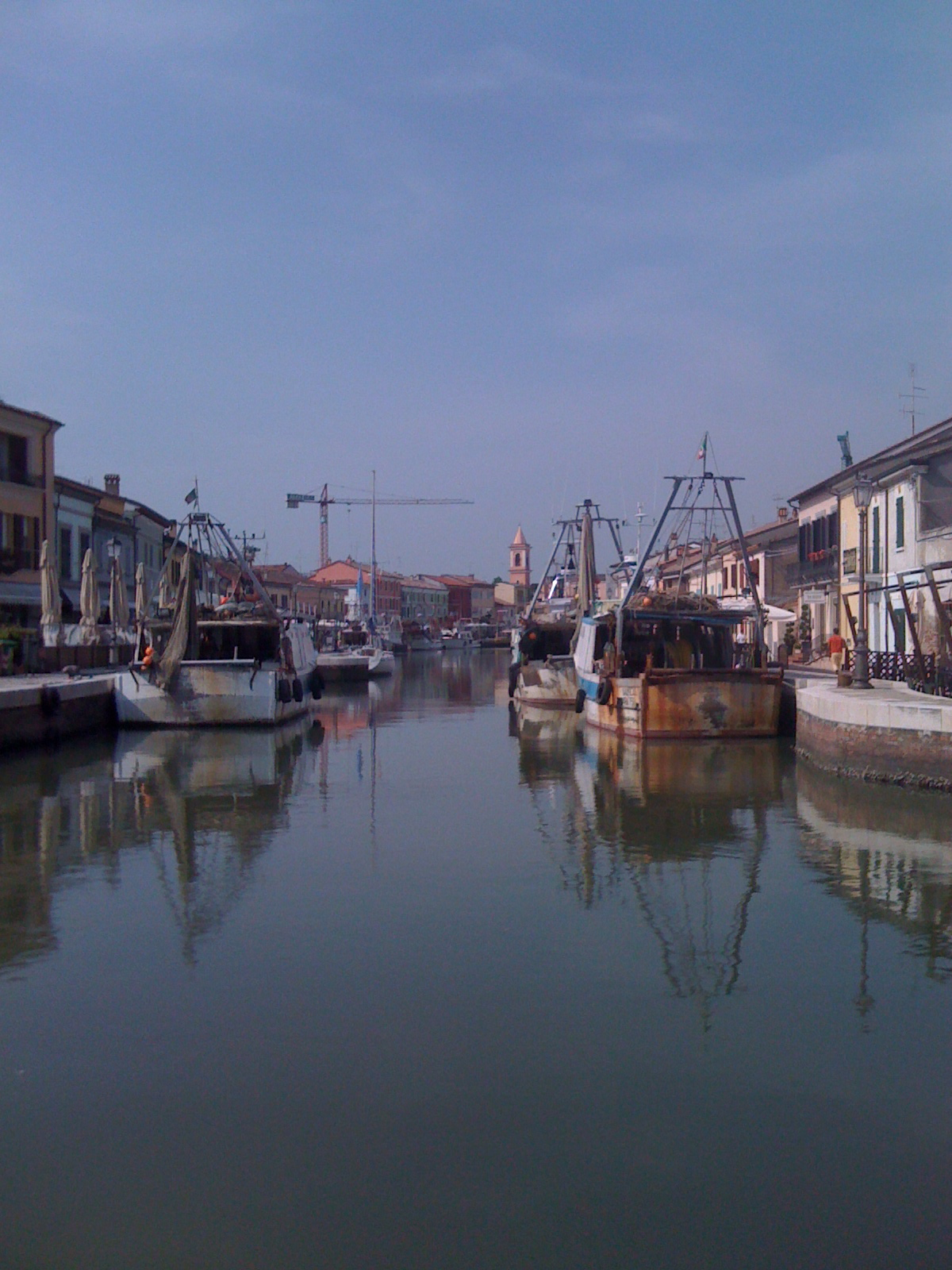
Il Porto Canale Leonardesco di Cesenatico
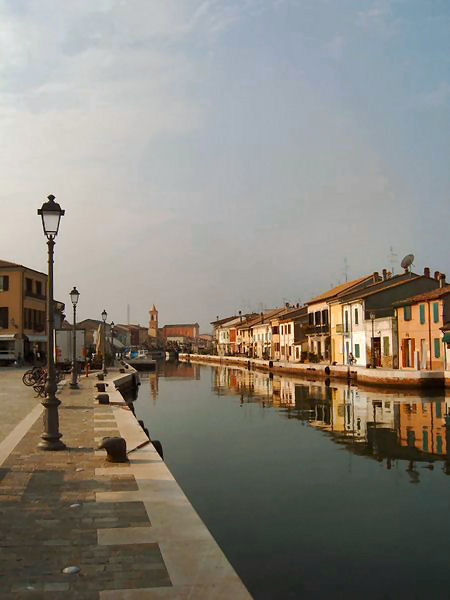
Lungo le banchine del porto canale
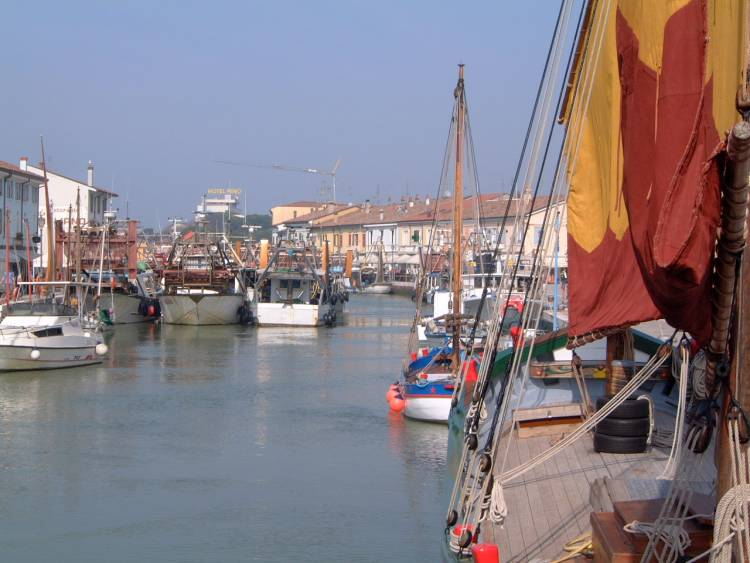
Vista del porto canale e delle barche
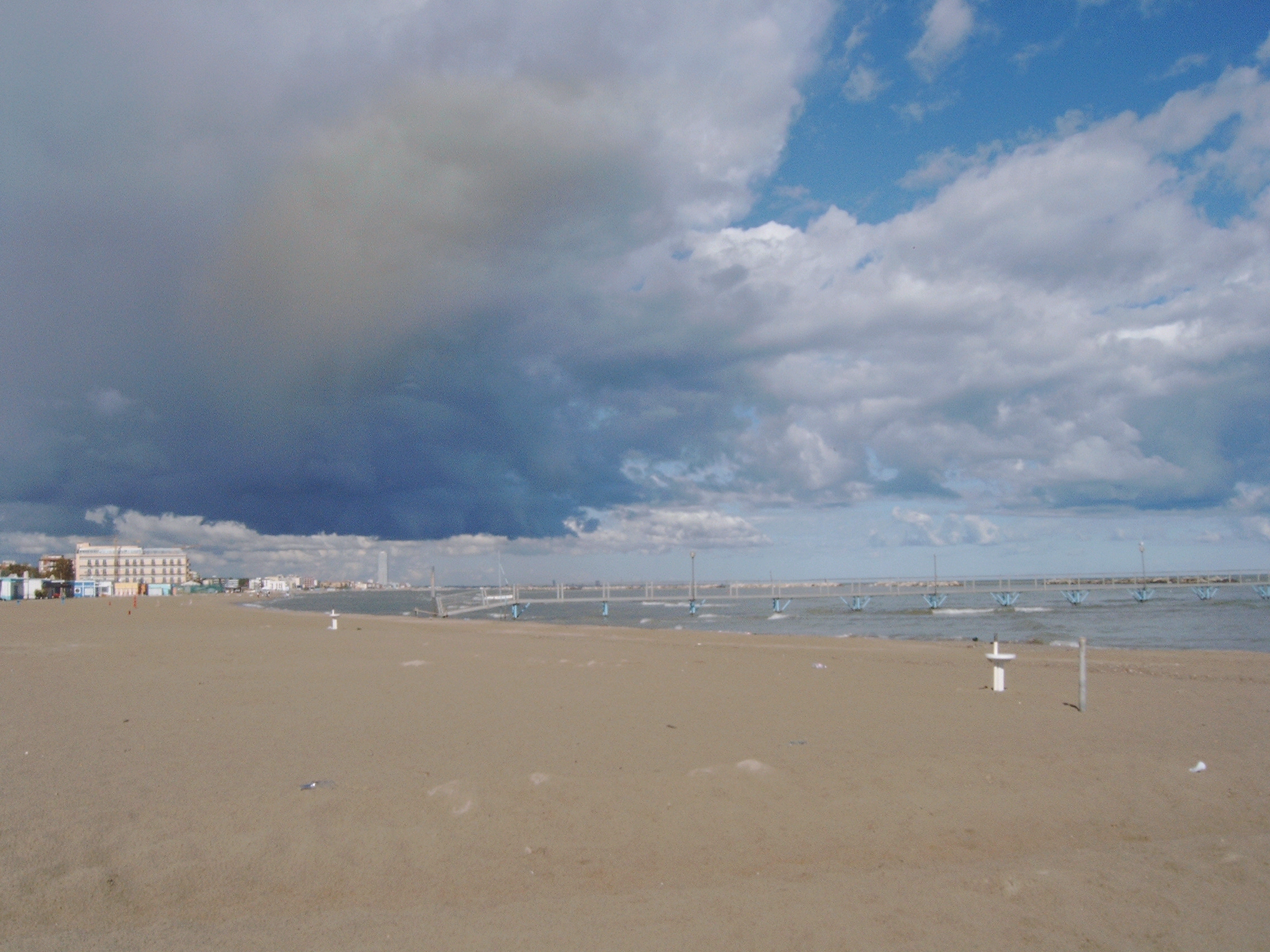
La spiaggia di Cesenatico
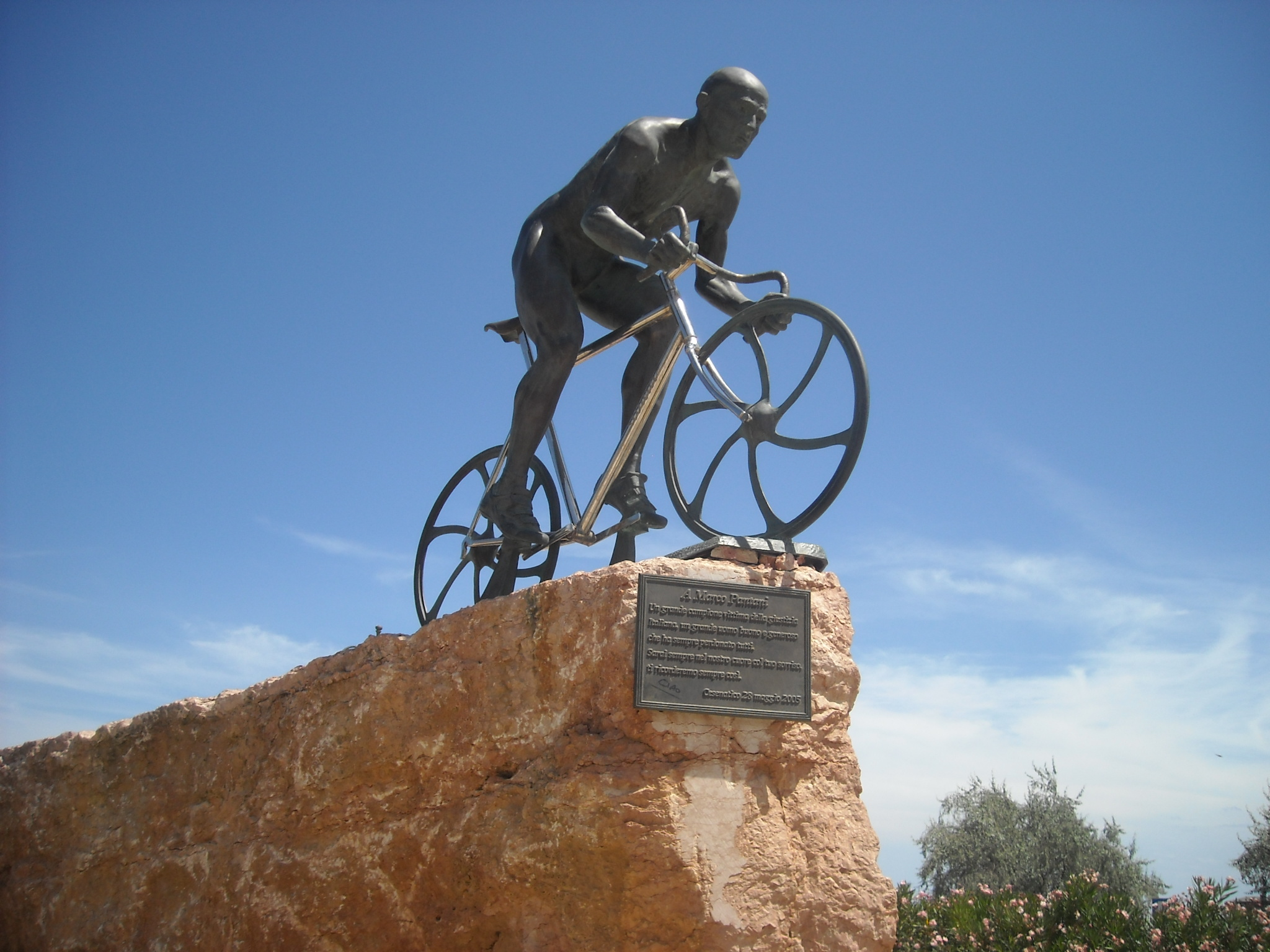
Monumento commemorativo di Marco Pantani
Lo Stabilimento bagni alla fine dell'Ottocento.
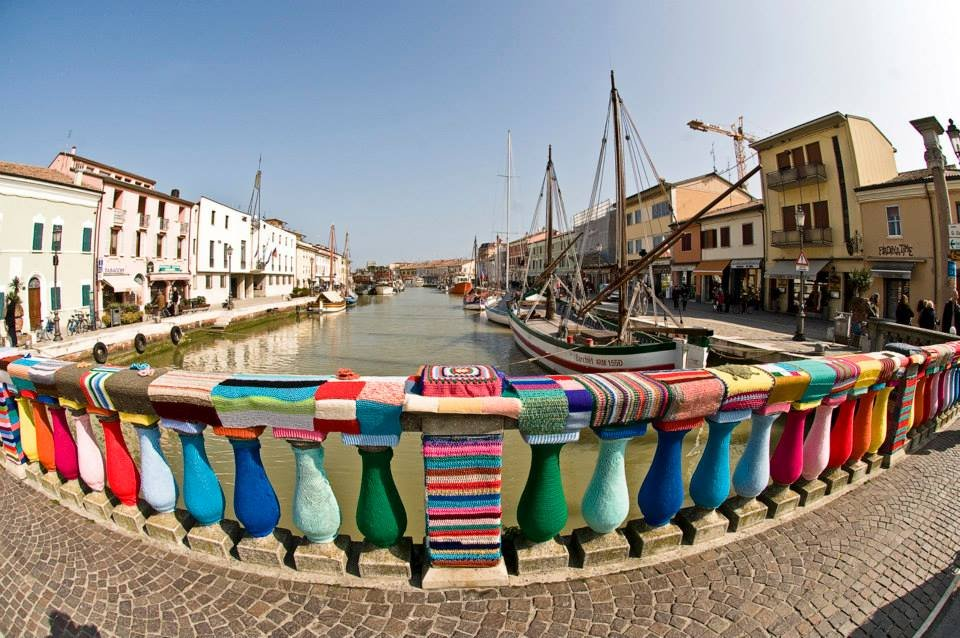
Urban Knitting[non chiaro] sul Ponte di Garibaldi (marzo 2014)
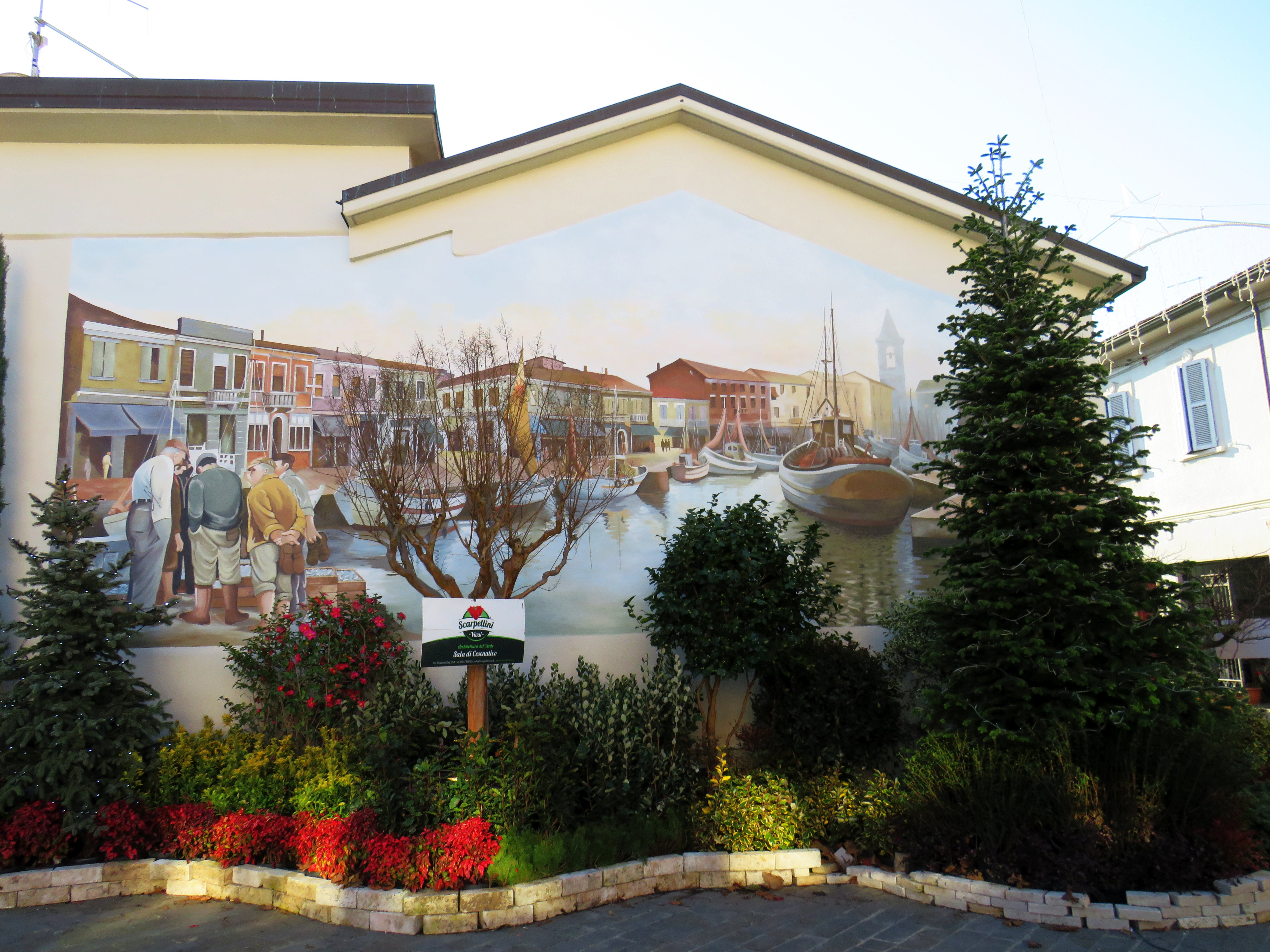
Piazza delle Erbe